# Associação Bauru Basketball Team
A Associação Bauru Basketball Team, ou simplesmente Bauru Basket, ou ainda Bauru Basquete, é um tradicional clube de basquete brasileiro com sede em Bauru, no estado de São Paulo.

## História
A história do Bauru Basket começa em 1994, quando a empresa de materias escolares Tilibra faz uma parceria com o clube poliesportivo bauruense Luso, tendo no primeiro ano de atividades apenas as categorias de base disputando campeonatos. Em 1995, a equipe adulta foi montada e, sob o nome de Luso/Tilibra/Unimed/Bauru conquistou o sexto lugar no Campeonato Paulista da Série A-2. Em 1996, novamente com o nome de Luso/Tilibra/Bauru, é campeão da Série A-2, batendo na decisão a equipe do Trianon Clube de Jacareí. Em 1997, já como Tilibra/Copimax/Bauru, fica em nono lugar do Campeonato Paulista; em 1998 conquista o quinto lugar, colocação que credenciou a equipe disputar pela primeira vez o Campeonato Nacional no ano de 1999. Em sua primeira participação no Brasileiro, a equipe termina em quarto lugar. Nesse mesmo ano, o Tilibra/Copimax/Bauru disputa seu primeiro torneio internacional, o Campeonato Sul-Americano de Clubes Campeões e fica com o vice campeonato, perdendo a final para o forte time do Vasco da Gama na prorrogação. O primeiro título paulista veio em 1999. Na ocasião, a equipe bauruense levou a melhor na série final sobre a tradicional equipe do Franca por 3 x 1. No ano seguinte as duas equipes voltaram a se encontrar na final do Paulista, mas desta vez com vitória dos francanos por 3 x 0. Também no ano de 2000 a equipe bauruense mudou a sua denominação de Associação Luso Brasileira de Bauru para Associação Bauru Basquete Clube. Após campanhas medianas nos campeonatos seguintes, o Bauru foi campeão brasileiro de 2002 como Tilibra/Copimax/Bauru, derrotando no playoff decisivo o Araraquara por 3 X 0. Na equipe estavam jogadores consagrados e experientes como Josuel, Raul, Vanderlei, Brasília, Jeffty; e também jovens e promissores jogadores como Marquinhos, Murilo Becker e Leandrinho que mais tarde se tornariam nomes de destaque no basquete do Brasil.
Após o título brasileiro, os patrocinadores (Tilibra e Copimax) deixaram a equipe que passou a se chamar Bauru Basquete, pois não teve patrocinador máster naquela época. Mesmo sem patrocínio e com uma equipe jovem, o Dragão conquistou o terceiro lugar no Sul-Americano de Clubes Campeões de 2002, realizado no Chile.  Ao final do Campeonato Brasileiro de 2003, o Bauru Basquete se licenciou, voltando apenas no fim de 2004 como Sukest/Bauru. Em 2005, a equipe, com o nome de Plasútil/Sukest/Bauru foi vice-campeã do Torneio Novo Milênio, mas no segundo semestre de 2006 o clube encerrou suas atividades por falta de apoio e patrocínio.
Em setembro de 2007, o projeto do basquete voltou às atividades com a refundação da equipe, surgindo a Associação Bauru Basketball Team que contou com o patrocínio da empresa GRSA.  Após a volta, a equipe, com o nome de GRSA/Bauru, participou da Supercopa de Basquete e a Copa Ouro (torneios que contavam apenas com equipes do estado de São Paulo), realizados em 2008. No segundo semestre do mesmo ano, disputou também o Campeonato Paulista. Em janeiro de 2009, o GRSA/Bauru participou do NBB 2008-09, primeira edição do torneio organizado pela Liga Nacional de Basquete, a qual foi um dos fundadores. Posteriormente, com a Itabom se unindo ao projeto em 2009, a equipe adotou o nome de GRSA/Itabom/Bauru. Em 2010, a GRSA anunciou sua saída do projeto. Em 2012, após um hiato de dez anos, o Bauru voltou a participar de competições internacionais. A equipe do Itabom/Bauru foi anfitriã da primeira fase da Liga das Américas, e logo em seguida participou do Torneio Interligas. No segundo semestre de 2012, apos a saída da Itabom, o Bauru acertou com um novo patrocinador máster, a Paschoalotto Serviços Financeiros. A parceria logo rendeu bons resultados. A terceira colocação do Paschoalotto/Bauru na quinta edição do NBB foi apenas o início. Em 2013, a categoria de base do Bauru foi campeão da Liga de Desenvolvimento de Basquete (LDB) de 2012-13, o Campeonato Brasileiro sub-22. Também em 2013, o Paschoalotto/Bauru conquistou pela segunda vez em sua história o Campeonato Paulista de Basquete (a primeira conquista foi como Tilibra/Copimax/Bauru em 1999) ao vencer o Paulistano por 3 x 0 na série final.
No segundo semestre de 2014, o clube trouxe grandes reforços como Robert Day, Jefferson Willian, Rafael Hettsheimeir e Alex Garcia. Estes se juntaram à boa base da equipe que já contava com Larry Taylor, Ricardo Fischer, Murilo Becker e Gui Deodato. Como resultado, a temporada 2014-15 foi a mais vitoriosa do Bauru em toda sua história. A equipe do Paschoalotto/Bauru conquistou: o bicampeonato paulista (terceiro titulo estadual no total) ao vencer o Limeira por 3 x 1 no playoff final; os Jogos Abertos do Interior; a Liga Sul-americana 2014 (invicto) depois de vencer o Mogi das Cruzes por 79 x 53; a Liga das Américas 2015 (invicto) depois de derrotar o Pioneros (MEX) por 86 a 72; e o vice-campeonato do NBB 2014-15, após estabelecer no decorrer do campeonato o recorde de vitórias consecutivas e de invencibilidade da competição. Com o título da Ligas das Américas, o Bauru disputou no segundo semestre de 2015 a Copa Intercontinental (Mundial de Clubes) contra o campeão da Euroliga de basquete do mesmo ano (Real Madrid). Após fazer história e vencer o primeiro jogo por 91 a 90, o Paschoalotto/Bauru perdeu o segundo embate por 12 pontos, sendo assim, a agremiação bauruense ficou com o vice-campeonato mundial.  Devido a ótima temporada realizada, o Bauru foi convidado para fazer amistosos contra as equipes do New York Knicks e do Washington Wizards nos EUA, tornando-se o primeiro time paulista a jogar na NBA. Em 2016, o Paschoalotto/Bauru chegou novamente ao Final Four da Liga das Américas. Mesmo com vários desfalques no elenco, a equipe tirou uma desvantagem de 17 pontos no quarto final e passou pelo Flamengo na semifinal. Na decisão foi derrotado pelo anfitrião Guaros de Lara (VEN). No NBB 2015-16, o Dragão fez boa campanha e mais uma vez alcançou a final do torneio nacional. Após cinco jogos muito disputados, o Bauru ficou com o vice-campeonato do Campeonato Brasileiro ao ser derrotado novamente pelo Flamengo.
Depois de quatro temporadas, a Paschoalotto anunciou que não seria mais o patrocinador máster do Bauru Basket. Para a lacuna deixada, o clube assinou com a empresa de segurança e limpeza Gocil, passando a jogar sob o nome de Gocil/Bauru. A equipe bauruense chegou à final do Paulista de 2016 após um começo de campeonato irregular, porém ficou com vice-campeonato ao perder para o Mogi a série decisiva por 2 x 0. No NBB 2016-17, o Bauru teve altos e baixos na fase de classificação e terminou em quinto lugar. Nas oitavas eliminou o Macaé por 3 x 0. Na série quartas de final, após sair perdendo para o Lobos Brasília, virou o playoff para 3 a 1. Na semifinal contra o Pinheiros, o time bauruense esteve em desvantagem por 2 a 0, mas depois de grande reação, carimbou a vaga na decisão pela terceira vez seguida, ao derrotar os pinheirenses por 3 a 2. No playoff final, o Gocil/Bauru mais uma vez perdeu os dois primeiros jogos. No entanto, teve forças para reverter a adversidade e 15 anos depois voltou a ser campeão brasileiro ao bater o Paulistano por três a dois, conquistando o primeiro título do NBB.
Em 2022, o Bauru Basket se sagrou bicampeão da Liga Sul-Americana, após derrotar na final da competição o San Martín de Corrientes (ARG) por 66 a 57.

## Títulos
| Continentais | Continentais              | Continentais | Continentais      |
|              | Competição                | Títulos      | Temporada         |
| ------------ | ------------------------- | ------------ | ----------------- |
|              | Liga das Américas         | 1            | 2015              |
|              | Liga Sul-Americana        | 2            | 2014 e 2022       |
| Nacionais    |                           |              |                   |
|              | Competição                | Títulos      | Temporada         |
| Brasil       | Campeonato Brasileiro     | 2            | 2002 e 2016-17    |
| Estaduais    |                           |              |                   |
|              | Competição                | Títulos      | Temporada         |
| São Paulo    | Campeonato Paulista       | 3            | 1999, 2013 e 2014 |
| São Paulo    | Campeonato Paulista - A-2 | 1            | 1996              |

### Outros torneios
- Troféu Cláudio Mortari: 2 vezes (2015 e 2016).
- Copa TV TEM: 2008.
- Copa EPTV: 2010.
- Jogos Abertos do Interior: 2014.
- Torneio Interligas: 2019.
- Liga de Desenvolvimento de Basquete - LDB (Sub-22): 2012.

## Campanhas de destaque
- Vice-campeão da Copa Intercontinental: 2015.
- Vice-campeão da Liga das Américas: 2016.
- Vice-campeão do Campeonato Sul-Americano de Clubes Campeões: 1999.
- Vice-campeão do Campeonato Brasileiro: 2 vezes (2014-15 e 2015-16).
- Vice-campeão do Campeonato Paulista: 2 vezes (2000 e 2016).
- Vice-campeão do Torneio Novo Milênio: 2005.

## Partidas contra equipes da NBA
| 7 de outubro, 2015 | Box Score | New York Knicks                                                                                      | 100–81 | Bauru                                                                |  | Madison Square Garden, Nova Iorque, NY, EUA Público: 19.037 |  |
| 7 de outubro, 2015 | Box Score | Placar por quarto: 24–25, 36–19, 22–20, 18–17                                                        |        |                                                                      |  | Madison Square Garden, Nova Iorque, NY, EUA Público: 19.037 |  |
| 7 de outubro, 2015 | Box Score | Pts: Carmelo Anthony 17 Rbts: Langston Galloway e Kyle O'Quinn 8 Asts: Jerian Grant e Kyle O'Quinn 4 |        | Pts: Robert Day 19 Rbts: Ricardo Fischer 10 Asts: Ricardo Fischer 10 |  | Madison Square Garden, Nova Iorque, NY, EUA Público: 19.037 |  |

| 11 de outubro, 2015 | Box Score | Washington Wizards                                             | 134–100 | Bauru |  | Verizon Center, Washington, D.C., EUA Público: 10.233 |  |
| 11 de outubro, 2015 | Box Score | Placar por quarto: 34–19, 39–34, 28–15, 33–32                  |         | |  | Verizon Center, Washington, D.C., EUA Público: 10.233 |  |
| 11 de outubro, 2015 | Box Score | Pts: Marcin Gortat 19 Rbts: Kris Humphries 9 Asts: John Wall 9 |         | Pts: Léo Meindl e Robert Day 17 Rbts: Alex Garcia, Léo Meindl e Ricardo Fischer 7 Asts: Paulinho Boracini 4 |  | Verizon Center, Washington, D.C., EUA Público: 10.233 |  |

## Últimas temporadas
Legenda:
| Campeão Vice-campeão | Classificado à Champions League Classificado à Liga Sul-Americana | NBB = Novo Basquete Brasil |

## Jogadores históricos
- Alex Garcia
- Brasília
- Ernest Patterson
- Fernando Fischer
- Gema
- Gui Deodato
- Hudson Previdelo
- Jefferson William
- Jeffty Connely
- Josuel dos Santos
- Kevin Brooks
- Larry Taylor
- Leandrinho
- Marquinhos
- Maury
- Murilo Becker
- Rafael Bábby
- Rafael Hettsheimeir
- Raul
- Ricardo Fischer
- Robert Day
- Shilton
- Vanderlei

## Treinadores históricos
- Guerrinha